# Торнтон, Кейла
Кейла Торнтон (англ. Kayla Thornton; родилась 20 октября 1992 года в Эль-Пасо, штат Техас, США) — американская профессиональная баскетболистка, которая выступает в женской национальной баскетбольной ассоциации за клуб «Голден Стэйт Валкириз». На драфте ВНБА 2014 года не была выбрана ни одной из команд, однако ещё до начала следующего сезона заключила соглашение с командой «Вашингтон Мистикс». Играет на позиции лёгкого форварда и тяжёлого форварда.

## Ранние годы
Кейла родилась 20 октября 1992 года в городе Эль-Пасо (штат Техас) в семье Льюиса и Мертин Торнтон, у неё есть два брата, а училась она там же в средней школе Ирвин, в которой выступала за местную баскетбольную команду.